# 2000年夏季奥林匹克运动会游泳比赛—男子400米混合泳
2000年夏季奥林匹克运动会男子400米混合泳比赛的决赛于2000年9月20日在澳大利亚悉尼举行。最终，美国游泳运动员汤姆·多兰获得了此项比赛的冠军。

## 成绩
| 名次 | 运动员                | 成绩    |
| ---- | --------------------- | ------- |
|      | 汤姆·多兰（美国）     | 4:11.76 |
|      | 埃里克·芬特（美国）   | 4:14.23 |
|      | 柯蒂斯·迈登（加拿大） | 4:15.33 |